# Національний музей Голодомору-геноциду
Національний музей Голодомору-геноциду — національний музей в Києві, розташований в Печерському районі і присвячений злочину Голодомору-геноциду в Україні. Старі назви: Національний музей «Меморіал жертв Голодомору» (до серпня 2019 року); Національний музей «Меморіал пам'яті жертв голодоморів в Україні» (до 2015 року).

## З історії музею

Головна споруда комплексу — стилізована свіча пам'яті

Музей утворено за наказом Кабінету міністрів України 8 липня 2009 року, а фактичне відкриття музею відбулося у серпні 2009 р. Комплекс збудовано за спільним проєктом ТОВ «Проектні системи ЛТД» та Народного художника України Анатолія Гайдамаки. У 2006 році ідея Анатолія Гайдамаки перемогла на конкурсі, після чого було створено авторський колектив та розроблено проєкт Меморіального комплексу пам'яті жертв Голодомору в Україні. Ескізним проєктом було передбачено дві черги будівництва. І черга комплексу була запроєктована та побудована у 2008 році. Друга черга комплексу почала реалізовуватися в 2017 році.
Перша черга Національного музею Голодомору-геноциду (Меморіал жертв Голодомору) зведена у 2008—2010 роках для увічнення пам'яті мільйонів людей, які загинули від штучно створеного у 1932—1933 рр. керівництвом СРСР голоду, що став інструментом здійснення геноциду українського народу. Меморіальний комплекс відвідують офіційні делегації іноземних держав, тому що Національний музей Голодомору геноциду включений до Державного Протоколу та Церемоніалу України. Одним з останніх своїх указів на посту Президента України Віктор Ющенко 18 лютого 2010 року надав меморіалові статусу національного.
31 липня 2015 року, Національний музей «Меморіал пам'яті жертв голодоморів в Україні» отримав нову назву — Національний музей «Меморіал жертв Голодомору». Необхідність зміни в назві пов'язана з вживанням в однині назви геноциду українського народу. Адже на сьогодні, в Україні, на юридичному та законодавчому рівні статус «Голодомор» має лише геноцид 1932—1933 років. Події 1921—1923 рр. та 1946—1947 рр. кваліфікуються як масовий голод, геноцидний характер якого наразі не доведено. Отже, вживання слова «голодомор» у множині — нівелює поняття Голодомору 1932—1933 рр. як геноциду, викликає критику з боку світової спільноти та опонентів, і є приводом для невизнання Голодомору як геноциду Українського народу.
2018 році для здійснення наукових досліджень з історії Голодомору-геноциду української нації засновано філіал музею — Інститут дослідження Голодомору.
28 листопада 2020 року, під час вшанування пам'яті жертв голодоморів в Україні, Президент України Володимир Зеленський доручив Кабінету міністрів України дофінансувати проєкт комплексу Національного музею Голодомору-геноциду. За його словами, вже 30 листопада 2020 року, Уряд підготує розпорядження, яке відкриє можливості для дофінансування проєкту музею. 
12 липня 2023 року, згідно повідомлення Офіційного вебпорталу парламенту України, Верховна Рада України планує виділити додаткові кошти на завершення будівництва і введення в експлуатацію Національного музею Голодомору-геноциду. Виділити з держбюджету планують 573,9 млн гривень. Надання коштів дасть змогу у короткий термін завершити весь комплекс будівельних робіт у музеї.
18 липня 2024 року Верховна Рада України прийняла зміни до Закону України «Про музеї та музейну справу», які на законодавчому рівні визначили особливості діяльності Національного музею Голодомору-геноциду (нові статті 7-1, 7-2 та 7-3). Зокрема Стаття 7-2 визначає запровадження наглядової ради Музею, а Стаття 7-3 - запровадження експертної ради. Наглядова рада та експертна рада зможуть включати представників міжнародних організацій, громадських організацій закордонних українців тощо. Зміни набули чинності 10 серпня 2024 року. Відповідний законопроект про зміни до Закону «Про музеї та музейну справу» було розроблено Мінкультом України разом народними депутатами України, канадськими партнерами та українською діаспорою. Повідомлялося, що вказані зміни дозволять добудувати Національний музей Голодомору-геноциду коштом канадського уряду.

## Структура, експозиція, діяльність
Музей складається з меморіальної частини (Свіча пам'яті, скульптура дівчинки з колосками в руках «Гірка пам'ять дитинства» на площі «Жорна долі», янголи при вході до меморіалу, Алея «Чорні дошки») та Зали пам'яті, що фактично виконує функцію музею.
На початку алеї, при вході до Меморіального комплексу, з обох сторін розміщені скульптури янголів — охоронців душ померлих у лихоліття Голодомору. Ця композиція є своєрідним вхідним порталом, за яким далі розкривається площа Меморіалу.
У центрі площі мощенням сформовано коло, по зовнішній частині якого розташовані кам'яні жорна — площа «Жорна долі». Жорна — це звичайне знаряддя праці українських селян, за допомогою якого збіжжя перемелювали на борошно. Кожна українська родина перемелювала збіжжя на борошно, з якого випікався хліб. Для українців жорна споконвіку були невід'ємним атрибутом існування, символом життя. Але в роки Голодомору жорна також стали об'єктом уваги так званих активістів — вони розбивали та конфісковували їх, щоб позбавити вмираючих селян можливості подрібнити будь-яке інше насіння і приготувати їжу. В цей час жорна перемелювали людські життя. Стилізовані камені на площі символізують 24 години у добі і те, що за одну добу в лихоліття Голодомору вмирали 24 тисячі голодуючих українських селян.

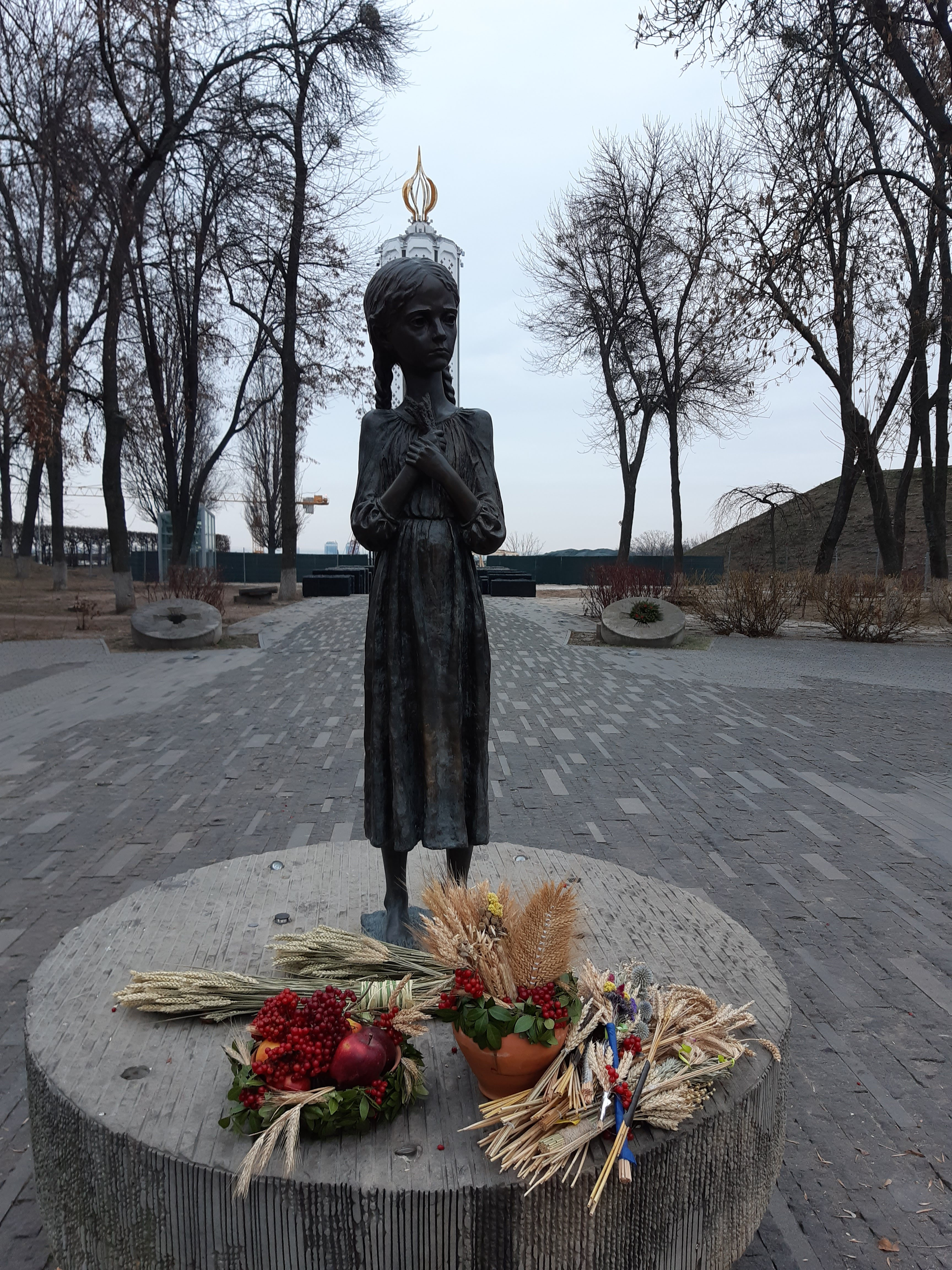
Скульптура дівчинки «Гірка пам'ять дитинства»

По центру площі розташована скульптура дівчинки «Гірка пам'ять дитинства», яка нагадує про трагічну долю найвразливішої категорії жертв Голодомору — дітей.
П'ять пшеничних колосків у руках дівчинки символізують сумнозвісний «Закон про п'ять колосків». За яким до обвинувачених у розкраданні колгоспного майна селян застосовували 10-річне ув'язнення, а до так званих «куркулів» та організованих груп людей — розстріл з конфіскацією майна. Не були виключенням навіть діти і старі люди, які намагалися врятуватися від голодної смерті. Крадіжкою державного майна вважалися навіть декілька колосків, зірваних дитиною, декілька замерзлих картоплин знайдених на колгоспному полі.
Центральна частина меморіалу — Свіча пам'яті є символом незнищенності пам'яті українського народу про Голодомор. Заввишки свіча 30 метрів і орнаментована скляними хрестами різної величини, що символізують душі померлих від Голодомору. Малі хрести символізують душі маленьких дітей, хрести більшого розміру — дорослих. Основа Свічі — чотири металеві чорні хрести, що імітують тюремні ґрати.
Перед Свічою розташовано скульптурну композицію «Жага до свободи» — траєкторію польоту лелеки, який виривається з кам'яних лещат і поривається у небо. Він символізує сходження на Небо душ українців закатованих голодом. Також політ лелеки є символом відродження України та незламності духу українського народу.
У підніжжя трьох хрестів викарбувано дати Голодомору-геноциду 1932—1933 рр., голоду 1921—1922 рр. та голоду 1946—1947 рр.

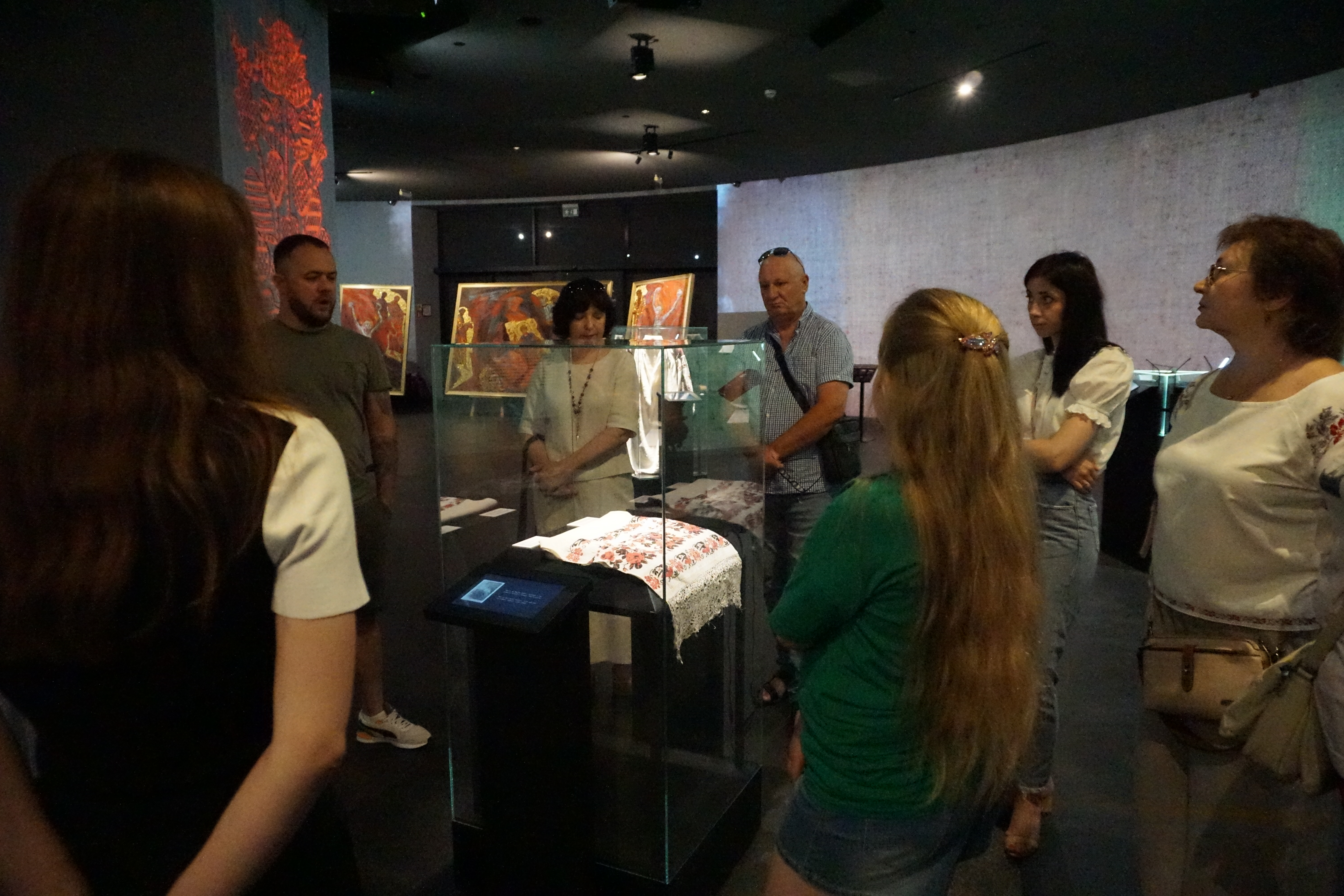
Кураторська екскурсія оновленою експозицією Музею Голодомору

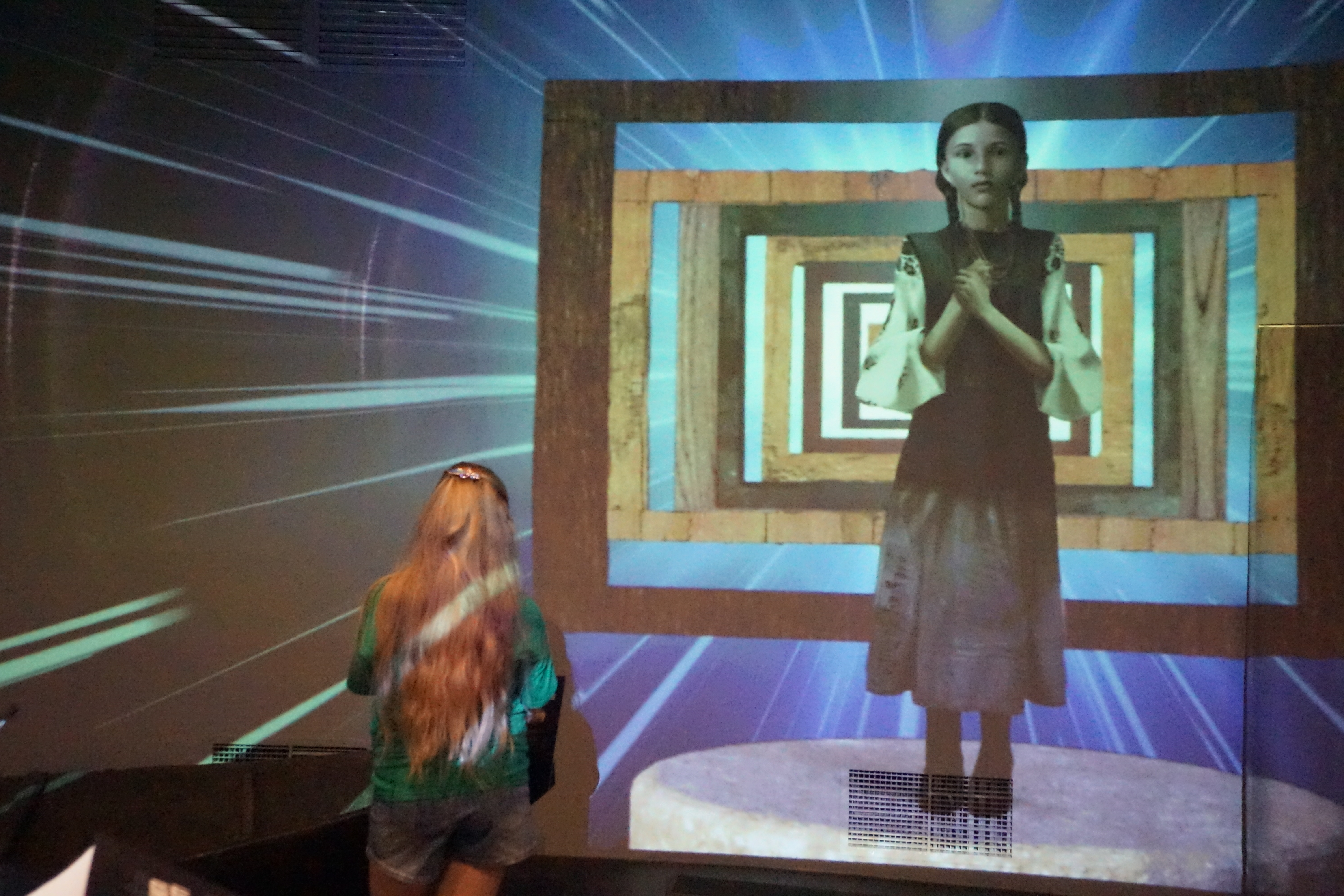
Музей Голодомору. 18 червня 2023 року

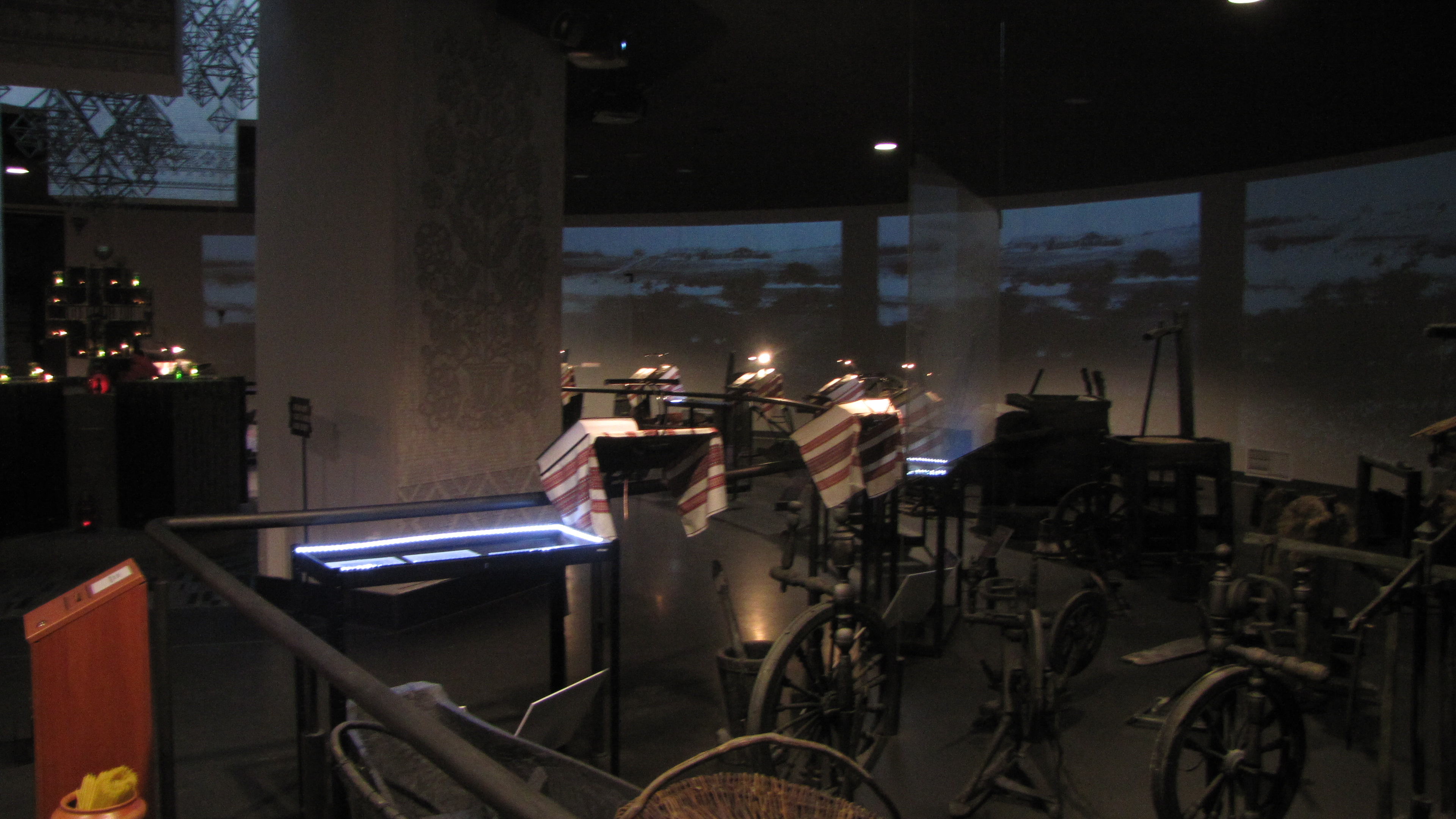
Експозиція Зали пам'яті

У Залі пам'яті представлені предмети домашнього вжитку селянства 20-30-х років XX ст., зібрані у селах, що постраждали від Голодомору, 19 томів  Національної Книги Пам'яті жертв Голодомору 1932—1933 років — найповніший наразі мартиролог, що містить інформацію про майже 900 000 померлих у 1932—33 роках. Також у Книзі Пам'яті містяться численні документальні матеріали, що розповідають про Голодомор 1932—1933 років.

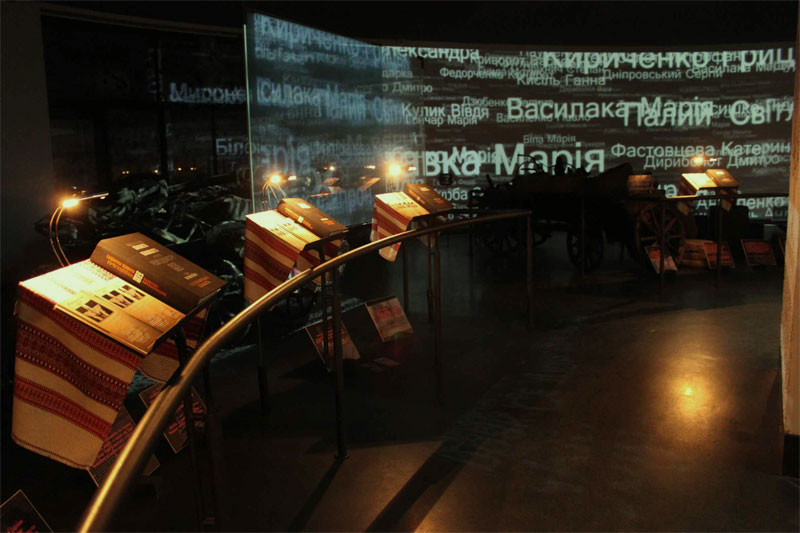
Національна Книга Пам'яті жертв Голодомору 1932—1933 років

В Залі розташовані моноблоки, які наповнені архівними документами, фотографіями, свідченнями очевидців та картами проєкту «Цифровий атлас Голодомору».
В галереї експонуються тимчасові плакатні виставки, а також демонструються документальні фільми про Голодомор.
Експозиція побудована таким чином, що дає можливість гостям музею відчути атмосферу 30-х років, а хаотично розміщені предмети вжитку відтворюють атмосферу колективізації. При вході до Зали пам'яті та при виході з Зали — фотографії 1-ї третини XX ст., що закарбували життя покоління, якому судилося перенести Голодомор… Як згадка про «втрачене покоління» — при виході з Зали розміщені негативні зображення фото.
Із Зали пам'яті відвідувачі до алеї «Чорних дощок» — гранітних плит на яких викарбувані назви населених пунктів, що постраждали у лихоліття Голодомору. На даний момент дослідниками встановлено 14 тисяч назв, з 53 тисяч населених пунктів, що перебували у той час в складі радянської України. Але кожен з нас має зрозуміти, що це лише початок роботи. З кожним днем дослідники віднаходять нові документи, відкриваються нові факти з історії Голодомору. Тому зазначений перелік не є повним, а відтак робота у цьому напрямку триватиме і надалі.
Музей проводить інтерактивні уроки, зустрічі із свідками Голодомору, семінари, лекції, кінолекторії, круглі столи, створює науково-документальні виставки з тематики Голодомору. Щороку в четверту суботу листопада на території меморіалу проводяться скорботні заходи до Дня пам'яті жертв голодоморів за участі президента України, перших осіб держави та громадськості. Музей займається міжнародною діяльністю: 19 листопада 2015 року Національний музей «Меморіал жертв Голодомору» приєднався до Платформи європейської пам'яті та сумління.
У вересні 2021 року Музей Голодомору презентував оновлену експозицію після реконструкції. До неї увійшли експонати та історії, зібрані під час експедицій Україною, які розповідають про долі українських родин у роки Голодомору; нововиявлені історичні джерела — листи, написані у 1932–1933 роках з України іноземним інженером Джері Берманом; історичні дослідження про опір українців комуністичному тоталітарному режиму у  1930-1932 роках та «чорні дошки» на території України на інтерактивних багатофункціональних екранах; стійки-інсталяції з Книгами пам’яті; відео з 3D-мапінгом, в якому дівчинка Оксанка розповідає історію своєї сім’ї, що є образом мільйонів українських родин початку XX ст., які стали жертвами злочину геноциду.
У жовтні 2024 року до Національного музею Голодомору передали колекцію творів мистецтва та книг про Голодомор. Її відправили спадкоємці американського мецената, президента Американсько-української ділової ради (USUBC) Моргана Вільямса.

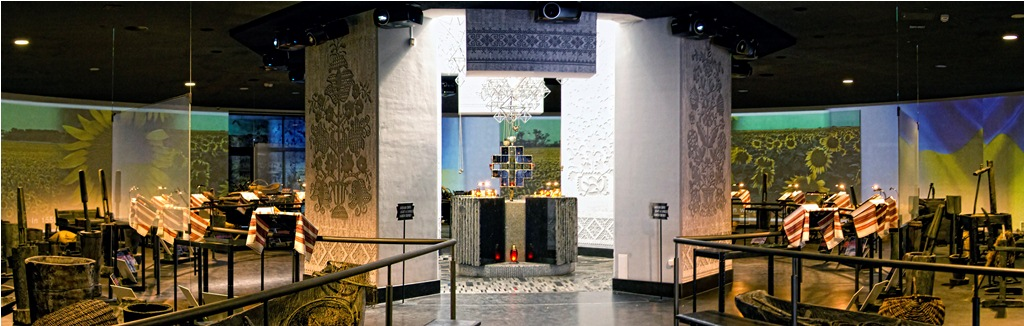
Меморіал жертв Голодомору

## Друга черга музею
Колектив Національного музею Голодомору-геноциду за минулі роки зібрав певну кількість матеріалів голодоморознавчої тематики. Продовжує формувати архів, відеотеку, бібліотеку, музейні колекції. З огляду на це, нагальною проблемою є зведення будівлі музею.
Сьогодні музей став науково-дослідним, культурно-освітнім та науково-методичним закладом, що інформує суспільство про акт геноциду українського народу, вшановує пам'ять про кожного, хто загинув внаслідок трагедії. Тому необхідна власна будівля з відповідною розвиненою музейною інфраструктурою.

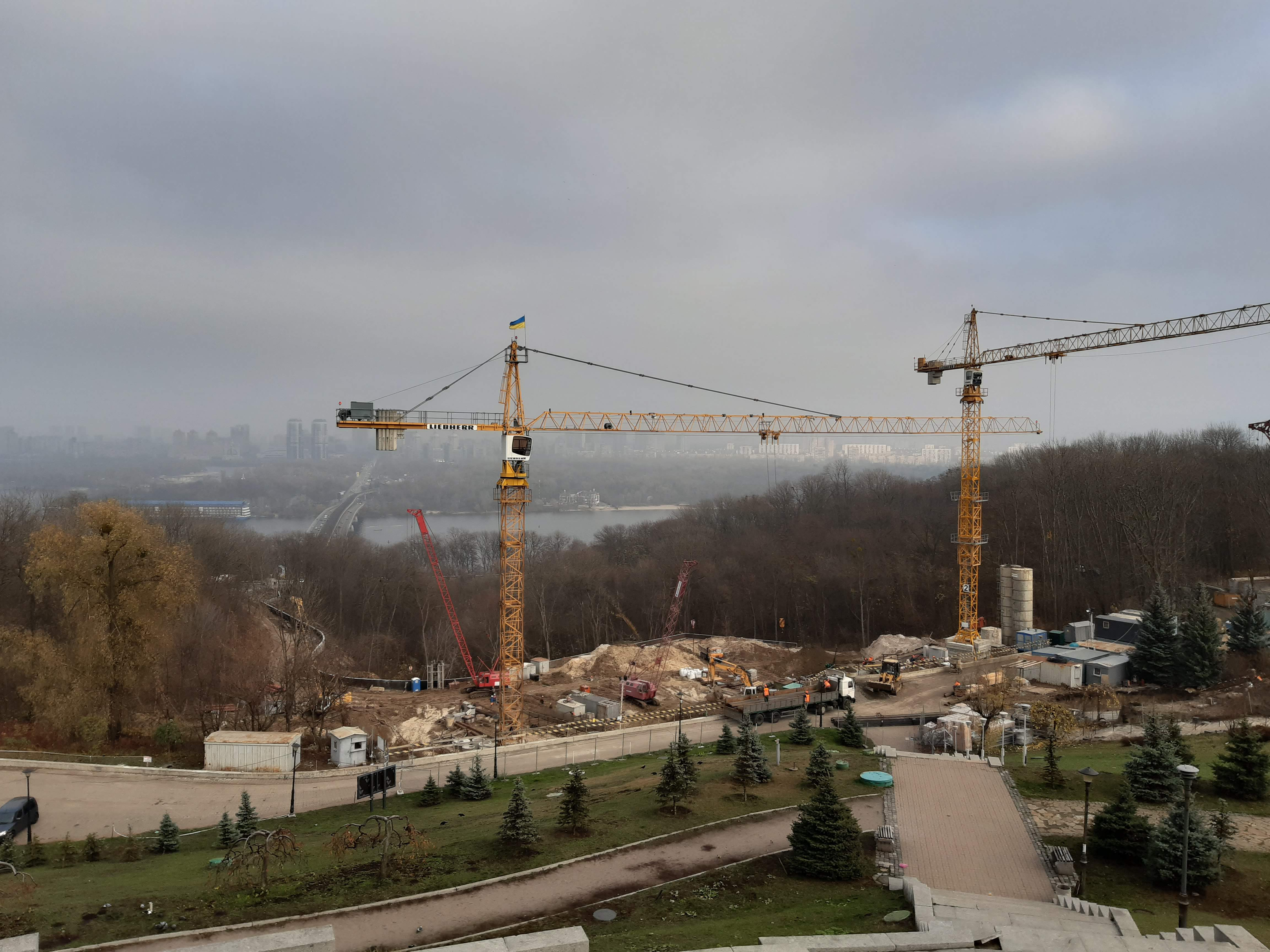
Будівельні роботи тривають. 2019 рік, листопад

Будівництво II черги Національного музею Голодомору-геноциду розпочато у 2017 році і буде закінчено у 2023 році.
Візія. Національний музей Голодомору — живий меморіал жертвам Голодомору та науковий центр, що надихатиме українців у всьому світі, міжнародну спільноту та їх лідерів на утвердження свободи та гідності, протистояння нетерпимості, запобігання геноциду та забезпечення прав людини.
Місія. Створюємо новітній цілісний музейний простір для правдивої оповіді про Голодомор-геноцид українського народу шляхом застосування найсучасніших технологій і практик, — як маніфест незламності української нації в минулому, сучасному і майбутньому.

## 3D-модель скульптурної композиції «Гірка пам'ять дитинства»
Компанія AERO3Dengineering у 2017 році розробила 3D-модель скульптурної композиції «Гірка пам'ять дитинства».

## Онлайн-екскурсії
Наприкінці жовтня 2024 року Національний музей Голодомору-геноциду повідомив про можливість здійснення онлайн-екскурсій по музею з будь-якого куточка світу. А саме, Національний музей Голодомору-геноциду запропонував українським школярам за кордоном долучитися до онлайн-екскурсій, щоб дізнатися більше про трагічні події 1932–1933 років.
Мета онлайн-екскурсії — передати історії людяності та боротьби українців за життя в умовах геноциду.
Відеоекскурсії, доступні українською та англійською мовами, орієнтовані на дві вікові групи: молодші школярі (1–6 класи) дізнаються про Голодомор через розповідь 10-річної школярки, яка відвідує музей, а старші учні та дорослі — можуть заглибитися в експозицію, ознайомлюючись з унікальними експонатами та спогадами очевидців.

## Цікаві факти
Елементи скульптурної композиції «Гірка пам'ять дитинства» авторства Петра Дроздовського встановлено на меморіалі «Трагічні жнива» в с. Хоружівці та дві — в канадському місті Вінніпегу (перед парламентом провінції Манітоба та в Канадському музеї прав людини). Постать дівчинки з колосками, неофіційно названа Оксанкою[джерело?], стала впізнаваною та була використана як елемент Меморіалу жертвам Голодомору в Торонто, відкритого в 2018 році; ще одна скульптура-копія встановлена в місті Реджайна, столиці провінції Саскачеван[джерело?].
18 вересня італійський художник і письменник Сабатіно Шія подарував музею п'ять своїх картин.
Вхід до Зали пам'яті музею платний, коштує 30 (для дорослих), 20 (для студентів), 15 (для школярів) гривень (2019).

## Керівники музею
- Першим керівником музею, з моменту його створення, був Віктор Володимирович Діденко.
- З 2015 до 2022 року музей очолювала Олеся Стасюк.
- З 20 липня 2022 року виконуючою обов'язків генерального директора Музею Голодомору призначено Лесю Гасиджак[20][21].